# Université de Saint-Étienne
Université de Saint-Étienne – jeden z francuskich publicznych uniwersytetów mający swoją siedzibę w mieście Saint-Étienne. Na uczelni uczy się obecnie ponad 15 000 studentów wszystkich wydziałów. Uniwersytet jest częścią Akademii w Lyonie skupiającą także trzy wyższe uczelnie z tego miasta.

## Historia
Uniwersytet został założony w 1969 roku, wraz z przeprowadzoną przez francuskie ministerstwo oświaty reformą szkolnictwa wyższego.
W 1989 roku uniwersytet przyjął imię Jeana Monneta jako patrona swojej uczelni.

## Kampusy

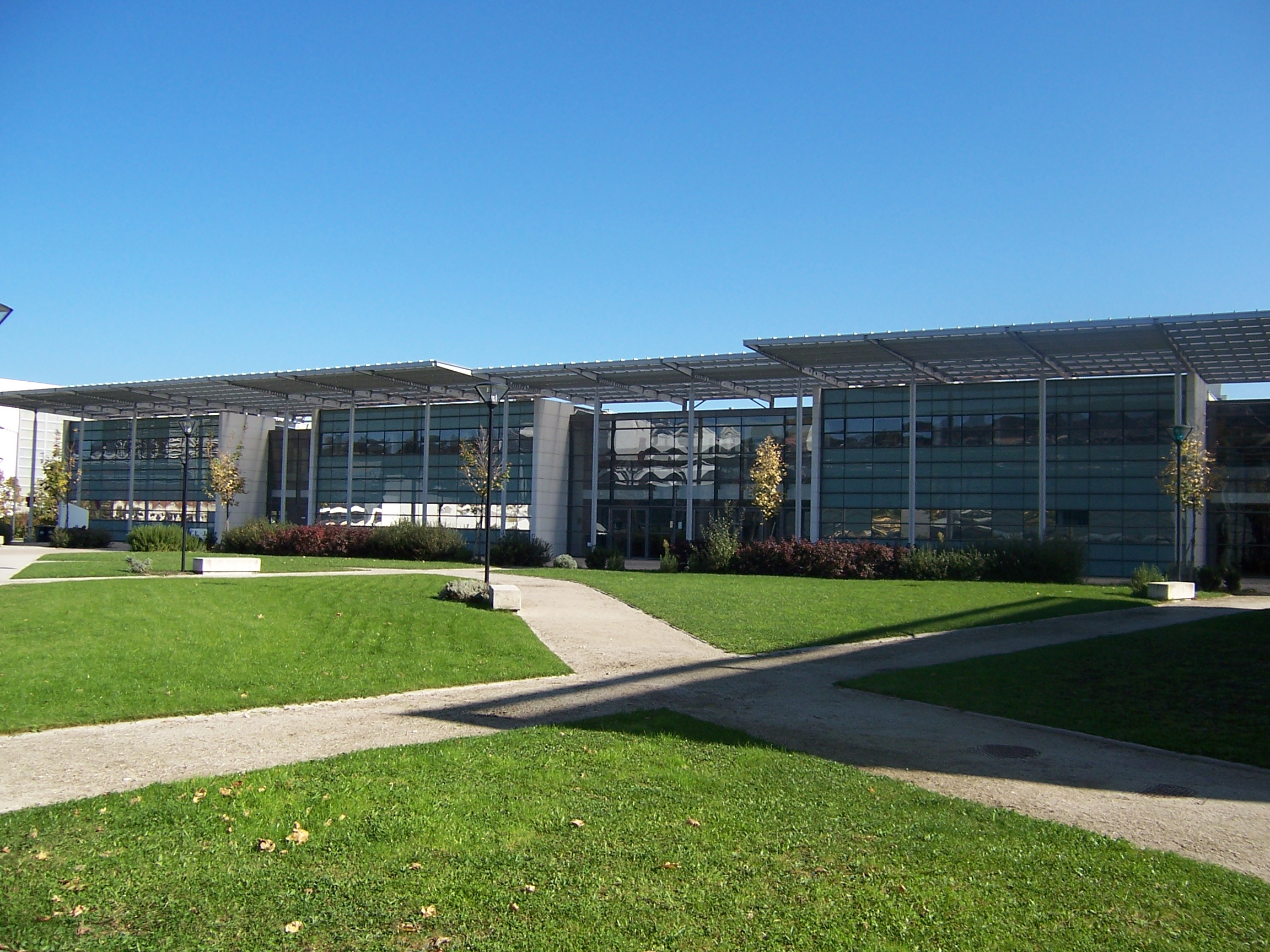
Campus de Carnot

Uniwersytet w Saint Étienne jest podzielony na pięć kampusów, którymi są:
- Campus de Tréfilerie - Nauki Humanistyczne
- Campus de Carnot - Dział informatyki oraz technologii
- Campus de la Métare - Nauki Ścisłe
- Campus de Bellevue - Akademia Medyczna
- Campus de Roanne - Ekonomia i Administracja